# Aardbeving Sicilië 1693
De aardbeving op Sicilië op 11 januari 1693 was de zwaarste aardbeving ooit in Italië. De aardbeving had een geschatte sterkte van 7,4 op de Schaal van Richter en een maximale intensiteit van XI op de 12-delige Schaal van Mercalli. Minstens zeventig steden en dorpen werden verwoest en ongeveer 60.000 mensen kwamen om. De aardbeving veroorzaakte een tsunami die kustplaatsen aan de Straat van Messina en de Ionische Zee verwoestte. Het epicentrum lag aan de oostkust van Sicilië, maar de precieze locatie is niet bekend. Naast Sicilië werden ook Calabrië en Malta getroffen.
De verwoestingen op Sicilië, met name in de op de werelderfgoedlijst van UNESCO opgenomen Val di Noto, leidden tot de wederopbouw in de stijl van de Siciliaanse barok, die nog steeds de stads- en dorpscentra in dit gebied kenmerkt.

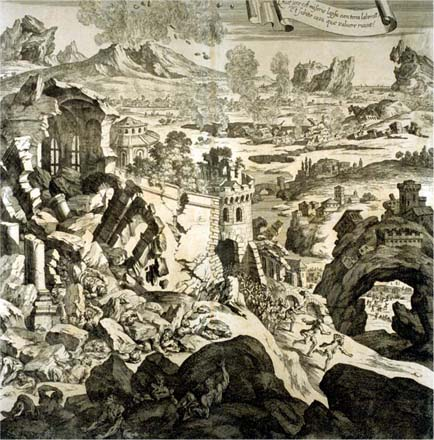
Tekening van de aardbeving